# Elettrocinetica
L'elettrocinetica è lo studio relativo al movimento di "particelle" (o un aggregato di particelle) all'interno di un fluido sotto l'influenza di un campo elettrico.
Le "particelle" studiate nell'ambito dell'elettrocinetica possono avere dimensioni dell'ordine del micrometro o del nanometro e possono presentarsi in forma solida, liquida o gassosa; possono costituire una fase dispersa o una fase continua (nel loro insieme). Il fluido costituisce invece sempre una fase continua.
Tra i fenomeni studiati nell'ambito dell'elettrocinetica si annoverano:
- elettroforesi: moto di particelle sotto l'influenza di un campo elettrico;
- elettrosmosi: moto di un liquido all'interno di una matrice porosa sotto l'influenza di un campo elettrico;
- potenziale di flusso differenza di potenziale elettrico generata dal movimento di un fluido in prossimità di una superficie carica (che può essere una superficie piana o l'insieme delle cavità di un mezzo poroso);
- potenziale di sedimentazione: differenza di potenziale elettrico generata dalla sedimentazione di particelle colloidali.

Il doppio strato elettrico svolge un ruolo fondamentale nello svolgersi dei fenomeni elettrocinetici.

## Applicazioni
Tra le applicazioni dell'elettrocinetica si annoverano la decontaminazione elettrocinetica (utilizzata per la bonifica dei suoli) e la cromatografia elettrocinetica micellare (utilizzata per la separazione di molecole neutre).